# Gérard Courant
 (avril 2017).
Si vous disposez d'ouvrages ou d'articles de référence ou si vous connaissez des sites web de qualité traitant du thème abordé ici, merci de compléter l'article en donnant les références utiles à sa vérifiabilité et en les liant à la section « Notes et références ».
 (juillet 2025).
Pour les articles homonymes, voir Courant.
Gérard Courant est un cinéaste, écrivain, acteur, poète et producteur de cinéma indépendant français né le 4 décembre 1951 à Lyon (France).
Il est l'un des réalisateurs les plus prolifiques du cinéma. Il a inventé, réalisé et produit le Cinématon, le film le plus long du monde réalisé par une seule personne (il dure 213 heures). En tout, il a tourné plus de 7 300 portraits filmés et un nombre très important d'autres films (plus de 1 900) depuis le début des années 1970. Il a également publié plusieurs ouvrages sur le cinéma.

## Biographie
Gérard Courant est le fils de l'écrivain et historien René Courant.
Après avoir quitté Lyon très jeune, Gérard Courant a habité successivement à Valence, à Saint-Marcellin, puis à Dijon, trois villes auxquelles il a consacré de nombreux films (À travers l'univers, L'Impossible retour, Saint-Marcellin vu par Gérard Courant, Burgundia, Promenade dans les lieux de mon enfance dijonnaise). C'est durant ses études de droit à l'université de Dijon, au milieu des années 1970, qu'il prend la direction du ciné-club universitaire où il programme des dizaines de films d'avant-garde (Jonas Mekas, Andy Warhol, Maya Deren, Stan Brakhage, Jean Genet, Gregory Markopoulos (en), entre autres) et un cinéma indépendant et exigeant (Philippe Garrel, Marguerite Duras, Werner Schroeter, Chantal Akerman, Luc Moullet, etc.). Il s'installe à Paris en 1975 et participe aux travaux du Collectif Jeune Cinéma. De 1975 à 1979, il est étudiant à l'Université Paris 8 Vincennes-Saint-Denis. Il est également critique de cinéma (en particulier dans Cinéma 77-82 et art press) où il prend la défense d'un cinéma libre et indépendant. Grâce à l'aide du cinéaste expérimental Patrice Kirchhofer, il réalise en 1976 son premier court-métrage professionnel, Marilyn, Guy Lux et les nonnes, puis un premier long-métrage expérimental et conceptuel en 1977, Urgent ou à quoi bon exécuter des projets puisque le projet est en lui-même une jouissance suffisante, qui reçoit le prix spécial du jury au Festival des jeunes auteurs de Belfort.
Courant tourne ensuite de nombreux longs-métrages contemplatifs (Aditya), lyriques (Cœur bleu, Je meurs de soif, j'étouffe, je ne puis crier…), musicaux (Vivre est une solution), hypnotiques (La Neige tremblait sur les arbres), répétitifs (She's a very nice lady), minimaux (Amours décolorées) qui mettent souvent en scène des femmes, stars de l'underground. Il a réalisé aussi des longs-métrages constitués uniquement d'images fixes (Les Aventures d'Eddie Turley), de refilmages (À propos de la Grèce), ou d'images en négatif (Les Aventures d'Eddie Turley II). Il a tourné L'Ascension de Notre-Dame de la Garde à Marseille en un seul plan-séquence d'une heure et 24 Passions étalé sur 24 ans. Il s'est transformé en coureur cycliste dans Chambéry-les-Arcs, une vélographie de Gérard Courant et dans Lyon, autopsie d'une grande ville, il a fixé sur la pellicule en un film d'une durée de 16 heures les 1 500 rues et les 400 places et squares de Lyon, sa ville natale.
Il pratique aussi l'art cinétique avec sa tétralogie Les Chemins cinétiques : Varuna (2011), Lâzward (2014), Kali (2014) et Sarasvati (2014) qui sont une variation en images cinétiques de sa précédente tétralogie, Le Jardin des abymes : Aditya (1980), Cœur bleu (1980), Vivre est une solution (1980) et She's a very nice lady (1982). En 2017, dans la même veine, il transforme Les Oiseaux, le chef-d'œuvre d'Alfred Hitchcock en images cinétiques (Les Oiseaux cinétiques d'Alfred Hitchcock).

C'est le 7 février 1978 qu'il entreprend son anthologie cinématographique Cinématon qui consiste à filmer des personnalités artistiques qui sont toutes confrontées aux mêmes règles : elles sont filmés en gros plan, fixe, muet, d'un plan-séquence d'une durée de 3 minutes 20 secondes (la durée d'une bobine en Super 8) dans lequel elles sont libres de faire ce qu'elles veulent devant la caméra. Jean-Luc Godard, Wim Wenders, Félix Guattari, Joseph Losey, Horst Tappert, Nagisa Oshima, Ken Loach, Henri Laborit, Roberto Benigni, Samuel Fuller, Jean-François Lyotard, Philippe Sollers, Sergueï Paradjanov, Ben Vautier ou Max Gallo font partie des 3 195 personnalités qui, jusqu'à maintenant, se sont prêtées à ce jeu cinématographique. L'ensemble dure 213 heures et le film est en cours de tournage perpétuel. Il y a eu plusieurs rétrospectives intégrales, notamment à Paris (Centre Pompidou, Cinémathèque française), Toronto, Montréal, Hambourg, New York. Jean-Paul Aron a dit que les Cinématons sont « une expérience beaucoup plus utile et sincère que tous les films de la Nouvelle Vague » et Fernando Arrabal prophétise que « lorsque le cinéma aura disparu, il restera les Cinématons ». Michel Foucault voit dans cette anthologie un lien qui unit le filmeur et le filmé dans « un pacte de souffrance-plaisir ». Philippe Sollers, quant à lui, affirme : 

« Courant est un moraliste. »

La série Cinématon a engendré une quinzaine d'autres séries cinématographiques qui sont aussi des work in progress : Portrait de groupe, Couple, Cinéma, Lire, De ma chambre d'hôtel, etc. Pour l'écrivain Dominique Noguez, 

« Gérard Courant filme le monde de façon sérielle. »

Parallèlement à ses différents travaux, Gérard Courant tourne depuis ses débuts ce qu'il appelle des Carnets filmés, qui sont à mi-chemin entre le journal filmé (comme le pratiquent les cinéastes David Perlov, Alain Cavalier, Jonas Mekas, Joseph Morder ou Boris Lehman) et les esquisses ou les études des peintres. Ces Carnets filmés sont des archives cinématographiques qui regroupent toutes sortes d'éléments épars : essais, notes, croquis, esquisses, repérages, chutes, reportages, voire rushes ou films inachevés. En 2025, il existe 504 épisodes et l'ensemble de ce film en cours de tournage dure 584 heures. Comme l'a écrit l'historien Jean Tulard, « c'est une mine inépuisable pour l'historien. »
Entre la fiction et le documentaire, l'essai et le journal, l'expérimental et un cinéma sériel, Gérard Courant a exploré de nombreuses possibilités offertes par le cinéma. Pour Raphaël Bassan, « Courant est l'un des descendants les plus purs des frères Lumière » et pour Les Cahiers du cinéma, par le nombre important de films qu'il a réalisés, « Gérard Courant est l'INA à lui tout seul. » En effet, en un tiers de siècle, Gérard Courant a tourné 7 300 portraits filmés et plus de 1 500 films dont le plus court dure 1 minute et le plus long (sa série Cinématon) 213 heures. La durée totale de l'ensemble de ses films dépasse les 1000 heures.
D'importances rétrospectives des films de Gérard Courant ont été organisées dans le monde : Berlin (Allemagne), Buenos Aires (Argentine), Dubaï (Émirats arabes unis), Hambourg (Allemagne), La Haye (Pays-Bas), Lausanne (Suisse), Lisbonne (Portugal), Lucques (Italie), Montréal (Canada), New York (États-Unis d'Amérique), Paris (France), Téhéran (Iran), Toronto (Canada), Vienne (Autriche).
Les films du cinéaste (Cinématon et autres séries filmées, courts et longs métrages, Carnets filmés) sont visibles en accès libre et en entier sur les trois chaînes « Gérard Courant 1 », « Gérard Courant 2 » et "Lyon par Gérard Courant" qu'il a créées sur le site de partage vidéo YouTube. En 2025, 7 000 de ses films y sont en ligne et, toutes chaînes confondues, dépassent les onze millions de vues.
En 1999, il signe pour s'opposer à la guerre en Serbie la pétition « Les Européens veulent la paix », initiée par le collectif Non à la guerre.
En 1999, il est membre du jury du Prix Georges Sadoul.
En 2010, la Bibliothèque nationale de France (BnF) a créé un fonds Gérard Courant pour mettre à la disposition des chercheurs une grande partie de ses films. La même année, la cinémathèque régionale de Bourgogne Jean-Douchet, installée à Dijon, a créé un fonds avec la plupart des films du cinéaste qui vécut son enfance et son adolescence dans la capitale de la Bourgogne.
Entre 2011 et 2021, il a réalisé 60 clips vidéo musicaux des plus grands succès de la chanteuse indienne Asha Bhosle dont la moitié ont été filmés à Dubaï.
En 2015, les Archives municipales de Lyon ont créé un fonds Gérard Courant avec tous les films que le cinéaste, né à Lyon, a tourné dans la capitale des Gaules (environ 34 heures). Ce fonds comprend notamment son film de 16 heures Lyon, autopsie d'une grande ville.
En 2019 et 2020, il réalise une nouvelle tétralogie : Neuf femmes, composée de La Femme qui pleure dans les nuages (2019), À quoi rêvent les montagnes ? (2019), Les Ombres mystérieuses des fantômes disparus (2020) et Ignis (2020). Ces 4 films sont interprétés par 9 femmes originaires des 5 continents.

## Filmographie

### Acteur

#### Rôles dans ses propres films
- 1977 : Urgent ou à quoi bon exécuter des projets puisque le projet est en lui-même une jouissance suffisante
- 1977 : Cinématon no 0
- 1977 : Aurore collective
- 1978 : Le Contrebandier des profondeurs
- 1979 : Hérésie pour Magritte IV
- 1979 : Un sanglant symbole
- 1979 : Jardins clandestins
- 1981 : C'est Salonique
- 1981 : La Neige tremblait sur les arbres
- 1981 : Sponfull
- 1982 : Montagnes endormies
- 1983 : Printemps météore
- 1983 : Le Monde impatient
- 1983 : Genova Genova
- 1984 : La Marche du temps
- 1985 : Nuits transparentes
- 1985 : À propos de la Grèce
- 1985 : Portrait de groupe
- 1986 : Les Jours et les nuits
- 1987 : Le Passeur immobile
- 1987 : Les Aventures d'Eddie Turley
- 1987 : Cinématon no 1000
- 1988 : Cinématon no 1001
- 1988 : L'Artifice et le factice
- 1991 : Le Nouvel hiver
- 1992 : La Terre des vivants
- 1993 : Petit traité de chevalerie Morlock en vélocipède Prix d'interprétation Morlock au festival du cinéma indépendant de Châteauroux 1993.
- 1993 : Vie
- 1994 : le Passager solitaire
- 1995 : Itinéraires héréditaires
- 1995 : Le Passé retrouvé
- 1995 : Le Ciel écarlate
- 1996 : Olivier Dazat ou l'amour du vélo
- 1996 : Janine Anquetil la dame blonde
- 1996 : Chambéry-Les Arcs, une vélographie de Gérard Courant
- 1997 : Amours décolorées
- 1998 : Le Nouveau désert
- 1999 : Le Journal de Joseph M.
- 1999 : Derrière la nuit
- 2000 : Tout est brisé
- 2000 : Cinématon no 2000
- 2001 : 2000 Cinématons
- 2001 : Florence Loiret Caille, Cinématon no 2013
- 2001 : Lucia Sanchez, Cinématon no 2014
- 2002 : Périssable paradis
- 2002 : Périssable paradis II (Notes pour un monde nouveau)
- 2002 : Zones césariennes
- 2003 : Car seuls les nouveaux dieux ont mordu la pomme de l'amour
- 2003 : 24 Passions
- 2004 : Délices lointains
- 2004 : Causerie d'un Martien en exil à Lyon
- 2007 : Jean-François Gallotte fait son cirque sur Zaléa TV
- 2007 : Alicudi 1 Bella
- 2007 : Alicudi 3 Lontana
- 2007 : Rituels
- 2008 : Alicudi
- 2008 : Un soir à Gennevilliers

#### Rôles sous la direction d'autres réalisateurs
- 1978 : L'Été madrilène de Joseph Morder
- 1978 : Le Chien amoureux de Joseph Morder
- 1979 : Diary 1979 de Howard Guttenplan
- 1979 : Le Casanova de Chahine[10] de Gabriel Chahine et Didier Couédic
- 1979 : La Femme en vert de Joseph Morder
- 1980 : Mon tricot (Thanx to Wilma Schoen) de Jakobois
- 1980 : 30 films brefs de Teo Hernandez
- 1980 : Sexaphone de Stéphane Monclaire
- 1980 : Certains tombent en amour de Joseph Morder
- 1980 : Le Lapin rose de Joseph Morder
- 1980 : Super Eighties de François Vielfaure
- 1981 : Les Hasards de la rencontre de Pouchoux
- 1981 : Le Son de la pluie de Sabine Ullman
- 1981 : Le Lapin à deux têtes de Joseph Morder
- 1981 : Au petit suisse de Joseph Morder
- 1981 : Confessions d'un cinéaste de Vincent Tolédano
- 1981 : New Work de Marcel Hanoun (film inachevé)
- 1982 : Litan : La Cité des spectres verts de Jean-Pierre Mocky
- 1983 : En voie d'exécution de Valérie Uttscheid
- 1984 : L'Affaire des divisions Morituri de F.J. Ossang
- 1984 : Un film (autoportrait) de Marcel Hanoun
- 1984 : Portraits/Miroirs de María Klonári et Katerína Thomadáki
- 1985 : Supereight de Jo Comino
- 1985 : Drôle de festival de Jean-Pierre Mocky
- 1985 : Gérard Courant filme Cinématon de Teo Hernandez
- 1985 : Portraits de Roger Clown
- 1986 : L'Homme qui danse[10] de Joseph Morder
- 1986 : Joe from Maine de Dominique Laudijois et Pierre Laudijois
- 1986 : L'Année américaine de Dominique Laudijois et Pierre Laudijois
- 1987 : Hôtel du Paradis de Jana Boková
- 1987 : 4 aventures de Reinette et Mirabelle d'Éric Rohmer
- 1987 : L'Éclair bleu de Dominique Laudijois et Pierre Laudijois
- 1988 : Otage de Marcel Hanoun
- 1990 : Kinostadt Paris de Manfred Blank et Harun Farocki (pas conservé au montage)
- 1990 : Échecs et mythes de Fernando Arrabal
- 1992 : Parpaillon de Luc Moullet
- 1992 : Jean-Luc Godard et le Saint Graal de Stefan Sarazin, Bernd Reufels et Alaric Hamacher
- 1995 : Les Morlocks à Romorantin de Pierre et Dominique Laudijois
- 1997 : Omelette de Rémi Lange
- 1997 : Portrait du cinéaste par tout autre que lui-même de Denys Desjardins
- 1998 : La Gare de… de Joseph Morder
- 1998 : Le R.M.I., c'est la vie avec un point d'exclamation à la fin de Pierre Merejkowsky
- 1998 : Les parents n'aiment pas leurs enfants de Pierre Merejkowsky
- 2000 : Primitifs de Vanessa Filho
- 2000 : Ô Dé ! d'Éric Borg
- 2000 : Ils sont venus, ils sont là, Élisabeth et Simon saison 1 de Pierre Laudijois
- 2001 : Le Voyage du héros de Pierre et Dominique Laudijois
- 2002 : Ramey-Custine d'Emmanuel Raquin-Lorenzi et André S. Labarthe
- 2002 : Claude Jutra Portrait sur film de Paule Baillargeon
- 2003 : Attention danger travail de Pierre Carles
- 2003 : Lucy en miroir de Raphaël Bassan (voix off)
- 2003 : Les Deux Lucy de Frédérique Devaux et Michel Amarger
- 2003 : Promenades champêtres de Dominik Lange
- 2004 : Cadeau de mariage de Joseph Morder
- 2004 : Zouzou l'envers de la star de Christian Mouzet
- 2004 : Le Calvaire du borgne de Marie Colin
- 2005 : Tentatives de se décrire de Boris Lehman
- 2006 : Sonnets de Maurico Hernandez
- 2008 : Pierre de Paul Lebourg
- 2009 : Nos vies extimes de Tom Hanson (film inachevé)
- 2010 : Ocaña la memoria del sol de Juan J. Moreno
- 2010 : Mes entretiens filmés (1995-2010) de Boris Lehman.
- 2011 : 1 minute pour Marcel Hanoun de François Grivelet et Kentaro Sudoh
- 2011 : Super 8... mon amour ! de Rémy Batteault
- 2013 : Nos vies extimes de Tom Hanson
- 2016 : Marée haute, marée basse de Jean-Pierre Sené
- 2017 : Marcel Hanoun caminando de Paola Melis
- 2017 : Diary 1988/2018 de Jackie Raynal
- 2017 : Lady Usher's Diary d'Alexandre Mathis
- 2021 : OFF 2018 : Le Journal filmé de Pierre Laudijois et Dominique Laudijois

## Publications
- 1982 : Werner Schroeter, Cinémathèque française et Institut Goethe ; présentation de Werner Schroeter
- 1983 : Philippe Garrel (entretiens), Studio 43 ; préface de Dominique Païni
- 1989 : Cinématon, Henri Veyrier ; préface de Dominique Noguez
- 2003 : Le Jardin des origines (poésie), Aumage ; préface de Louis Calaferte
- 2006 : Baisers décolorés (poésie), Le Ver luisant

### Participation à des ouvrages collectifs
- 1978 : Dix ans après Mai 68... Aspects du cinéma de contestation, sous la direction de Guy Hennebelle et Robert Prot, CinémAction no 1.
- 1979 : Modi del cinema sperimentale europeo, sous la direction de Ester de Miro, Il Gergo inquieto.
- 1980 : La linea in movimento, sous la direction de Rinaldo Bianda, galerie Flaviana.
- 1985 : Youssef Chahine, l’alexandrin, sous la direction de Christian Bosséno, CinémAction no 33.
- 1985 : Paris vu par le cinéma d’avant-garde 1923-1983, sous la direction de Prosper Hillairet, Christian Lebrat et Patrice Rollet, Paris expérimental.
- 1988 : Jacques Tourneur, sous la direction de Valeria Ciompi, Miguel Marias et Toni Partearroyo, Festival International de Cine de San Sebastián et Filmoteca española.
- 1989 : Le cinéma selon Godard, sous la direction de René Prédal, CinémAction no 52.
- 1990 : Une encyclopédie des cinémas de Belgique, sous la direction de Guy Jungblut, Patrick Leboutte et Dominique Païni, Yellow Now et Musée d’Art Moderne de Paris.
- 1991 : Un petit vélo dans la tête, sous la direction de Geneviève Picot et Gérard Picot, Jean-Pierre de Monza.
- 1997 : Éloge des Serbes, sous la direction d'Alain Paucard, L'Âge d'Homme.
- 2000 : Café des images, sous la direction de Geneviève Troussier, photographies de Jean-Marc Piel, Cahiers du Temps.
- 2001 : Jeune, dure et pure ! Une histoire du cinéma d’avant-garde et expérimental en France, sous la direction de Nicole Brenez et Christian Lebrat, Cinémathèque Française et Mazzotta.
- 2004 : Une encyclopédie du court métrage français, sous la direction de Jacques Kermabon et Jacky Évrard, Yellow Now.
- 2005 : Les Ronchons flingueurs, sous la direction d'Alain Paucard, L'Âge d'Homme.
- 2011 : Ocaña 1973-1983: acciones, actuaciones, activismo, sous la direction de Pedro G. Romero, La Virreina Centre de la Imatge (Barcelone) et Centro Cultural Montehermoso Kulturunea (Vitoria-Gasteiz).
- 2012 : Cinémas en campagne, sous la direction de Jacques Gerstenkorn et Martin Goutte, Fage.
- 2012 : Marcel Hanoun, Envol, sous la direction de Nicole Brenez, Saint-André-des-Arts.
- 2013 : Philippe Garrel, sous la direction de Dominik Bak, Ciné-festivals et Le Magic Cinéma.
- 2018 : Werner Schroeter, sous la direction de Roy Grundmann, FilmmuseumSynemaPublikationen.
- 2020 : Post-Cinema de Dominique Chateau et José Moure, Amsterdam University Press.
- 2021 : Souvenirs de cinéma, sous la direction de Jean-Luc Chemorin, Marcynéma.
- 2023 : Claude Duneton façon puzzle, sous la direction de Catherine Merle, Gisèle Joly et Pierre Chalmin, Unicité.
- 2023 : L'histoire d'une histoire du cinéma, sous la direction de Enrico Camporesi et Jonathan Pouthier, Paris expérimental.

### Autres participations à des ouvrages
- 1973 : Les tramways Valence - Saint-Péray et les transports valentinois de René Courant, Imprimeries réunies.
- 1994 : Dis et Écrits Tome IV 1980-1988 de Michel Foucault, Gallimard.
- 1996 : Foucault Live Collected Interviews, 1961-1984 de Michel Foucault, Sylvère Lotringer.
- 2020 : Radical Cinéma de Christian Lebrat, Paris expérimental.
- 2022 : Patrice Kirchhofer un cinéma pariétal de Raphaël Minnesota, Les Presses du réel.
- 2025 : Introduction à une véritable histoire du cinéma de Jean-Luc Godard, Les éditions de l'œil (réédition).

## Distinctions
- 1977 : Prix spécial du jury, Festival des jeunes auteurs, Belfort, pour Urgent ou à quoi bon exécuter des projets puisque le projet est en lui-même une jouissance suffisante
- 1978 : Prix Morlock, Festival Cinémarge, La Rochelle, pour Rasage et Cinématon
- 1978 : Prix Morlock, Festival de Namur, pour L'Âge doré
- 1980 : Prix, Festival Cinéma en marge, Paris, pour Aditya
- 1981 : Prix spécial, Festival du super 8, Thessalonique, pour Cœur bleu
- 1984 : Bourse d'études, décerné par l'Institut Goethe, Berlin-Ouest
- 1985 : Bourse Artiste invité international, décerné par le conseil des arts du Canada, Montréal
- 1991 : Homenaje a Gérard Courant por la riqueza de sus investigaciones en busca de une nueva cinematografica, 1re semaine du cinéma expérimental, Madrid
- 1993 : Prix d'interprétation Morlock, 7e Festival du cinéma indépendant, Châteauroux, pour Petit traité de chevalerie Morlock en vélocipède
- 1993 : Prix Alfred-Verdaguer[11], décerné par l'Institut de France (Académie française), pour Lire et Cinématon
- 1994 : prix Villa Médicis hors les murs, Moscou
- 1996 : prix spécial pour l'ensemble de son œuvre, 10e Festival du cinéma indépendant, Châteauroux
- 2005 : prix spécial du jury pour l'ensemble de son œuvre, 1er festival de Bagdad
- 2011 : prix spécial, 4e Gulf Film Festival, Dubaï.

### Films sur l'œuvre cinématographique de Gérard Courant
- 1985 : Gérard Courant filme Cinématon de Teo Hernandez.
- 1985 : Wie Lange hält die Maske? de Florian Hopf.
- 1985 : Gérard Courant à La Motte-Piquet de Nicolas Plateau.
- 1985 : Supereight de Jo Comino.
- 1986 : Cinématé de Dominique Laudijois.
- 1986 : L'École des beaux-arts de Bourges filme Gérard Courant de Gilles Martinez.
- 1986 : Nous aussi, Gérard Courant, nous avons fait un Cinématon de Pierre de Castillon et Sylvie Reymond-Lépine.
- 1988 : Deux ex cinémachina filme Gérard Courant de Deux ex cinemachina.
- 1988 : Courant Ultra-Violet de Jean-Marc Raynal.
- 1997 : Cinématon de Gérard Martin.
- 1997 : Le Tournage du Cinématon no 1885 de Chris Leblanc de Denys Desjardins.
- 2002 : Cinématon de Jean-Claude Mocik.
- 2004 : Le Calvaire du borgne de Marie Collin.
- 2005 : Tentative de se décrire de Boris Lehman.
- 2005 : Gérard Courant tourne le Cinématon de Salim Kechiouche de Rémi Lange.
- 2006 : La Petite fabrique des Cinématons d'Anne-Laure Brénéol.
- 2006 : Super 8 Paradise de Jérôme Oliveira.
- 2008 : Gérard Courant ou l'art du Cinématon de Pierrick Moulins.
- 2009 : Impressions de Johanna Vaude.
- 2009 : Les Entretiens de CinéDV d'Aurelio Savini.
- 2011 : Portrait de Gérard Courant de Jean-Noël Mirande
- 2012 : Gérard Courant de Arnau Vilaro et Ramiro Ledo.
- 2014 : Metacinématon - Gérard Courant de Roberta Gialotti.
- 2015 : Pour liquider l'histoire d'Ève de Tanguy Marzin.
- 2018 : Salvalmas (clip musical du groupe Labison) de Luisa Salazar.
- 2019 : Vous connaissez le Cinématon d'Alfred Hitchcock ? de Philippe Truffault
- 2019 : C'est quoi le Cinématon ? de Nasreddine Djemaa
- 2019 : Gérard Courant, cinéaste descendant des frères Lumière de Nasreddine Djemaa
- 2020 : Le Coup de cœur de Miss Ming : Gérard Courant de Candy Ming
- 2021 : Journal filmé #210 de Arnaud de la Cotte
- 2025 : Journal filmé #443 de Arnaud de la Cotte